# Ashley Williams (football)
Pour les articles homonymes, voir Ashley Williams et Williams.
Ashley Errol Williams, né le 23 août 1984 à Tamworth (Angleterre), est un footballeur international gallois qui évolue au poste de défenseur entre 2004 et 2020.

## Carrière

### Stockport County
Ashley Williams commence sa carrière à West Bromwich Albion en équipes de jeunes, mais est libéré par le club à l'âge de seize ans. Il rejoint Hednesford Town. En 2003, il signe à Stockport County.

### Swansea City
En mars 2008, il est prêté à Swansea City jusqu'à la fin de la saison 2007-2008, en vue d'un transfert définitif. Son départ de Stockport signifie qu'il manque les derniers matchs de la saison, et la promotion en League One grâce à une victoire en play-offs au stade de Wembley.
Le 22 mai suivant, il s'engage définitivement avec le club gallois. Williams marque son premier but contre Derby County, le 16 septembre 2008. Titulaire indiscutable au fil des saisons, il ne rate que très peu de matchs et hérite du brassard de capitaine en 2013. Après 349 matchs et 14 buts sous le maillot des Swans en plus de huit ans, il quitte le club lors de l'été 2016.

### Everton FC
Le 10 août 2016, Williams s'engage pour trois saisons avec l'Everton FC. Il fait ses débuts sous le maillot des Toffees dix jours plus tard en entrant en fin de rencontre face à West Bromwich Albion (victoire 1-2). Le 13 décembre 2016, il inscrit son premier but avec Everton lors du match comptant pour la 16e journée de Premier League face à Arsenal (victoire 2-1).

### Prêt à Stoke City
Le 2 août 2018, Williams est prêté pour une saison à Stoke City. Il inscrit un but en trente-sept matchs toutes compétitions confondues sous le maillot des Potters.
Le contrat d'Ashley Williams n'étant prolongé à Everton, il quitte le club après avoir inscrit trois buts en soixante-treize matchs en l'espace de trois saisons.

### Bristol City et fin de carrière
Libre de tout contrat, il s'engage pour cinq mois à Bristol City le 23 août 2019. Son contrat est finalement prolongé jusqu'à la fin de la saison 2019-2020.
Sans club depuis l'été 2020, il annonce qu'il met un terme à sa carrière sportive en janvier 2021.

### Équipe nationale
Le 26 mars 2008, Ashley Williams honore sa première sélection avec la sélection galloise lors d'un match amical face au Luxembourg (2-0 pour les Gallois). Le 11 août 2010, il inscrit son premier but en sélection à l'occasion d'un nouveau match amical face au Luxembourg (victoire 4-1). En octobre 2012, il est nommé capitaine du pays de Galles par le sélectionneur Chris Coleman.
Il fait partie des vingt-trois joueurs sélectionnés par Coleman pour disputer l'Euro 2016. Le 1er juillet 2016, il inscrit le but égalisateur des Gallois face à la Belgique en quarts de finale de cette compétition (victoire 3-1). Les Gallois atteignent alors le dernier carré du championnat d'Europe pour la première fois de leur histoire mais sont éliminés par le Portugal en demi-finale (2-0), futur vainqueur du tournoi.

## Statistiques

### Statistiques en club
| Saison                | Club                  | Championnat           | Championnat | Championnat | Coupe nationale | Coupe nationale | Coupe de la Ligue | Coupe de la Ligue | Compétition(s) continentale(s) | Compétition(s) continentale(s) | Compétition(s) continentale(s) | Football League Trophy | Football League Trophy | Play-offs | Play-offs | Total | Total |
| Saison                | Club                  | Division              | M.          | B.          | M.              | B.              | M.                | B.                | Comp.                          | M.                             | B.                             | M.                     | B.                     | M.        | B.        | M.    | B.    |
| 2003-2004             | Stockport County      | League One            | 10          | 0           | -               | -               | -                 | -                 | -                              | -                              | -                              | -                      | -                      | -         | -         | 10    | 0     |
| 2004-2005             | Stockport County      | League One            | 44          | 1           | 3               | 1               | 1                 | 0                 | -                              | -                              | -                              | 1                      | 0                      | -         | -         | 49    | 2     |
| 2005-2006             | Stockport County      | League Two            | 36          | 1           | 1               | 0               | 1                 | 0                 | -                              | -                              | -                              | -                      | -                      | -         | -         | 38    | 1     |
| 2006-2007             | Stockport County      | League Two            | 46          | 1           | 2               | 0               | 1                 | 0                 | -                              | -                              | -                              | 1                      | 0                      | -         | -         | 50    | 1     |
| 2007-2008             | Stockport County      | League Two            | 26          | 0           | -               | -               | 2                 | 0                 | -                              | -                              | -                              | 1                      | 0                      | -         | -         | 29    | 0     |
| Sous-total            | Sous-total            | Sous-total            | 162         | 3           | 6               | 1               | 5                 | 0                 | -                              | -                              | -                              | 3                      | 0                      | -         | -         | 176   | 4     |
| 2007-2008             | Swansea City (prêt)   | League One            | 3           | 0           | -               | -               | -                 | -                 | -                              | -                              | -                              | -                      | -                      | -         | -         | 3     | 0     |
| 2008-2009             | Swansea City          | Championship          | 46          | 2           | 4               | 0               | 1                 | 0                 | -                              | -                              | -                              | -                      | -                      | -         | -         | 51    | 2     |
| 2009-2010             | Swansea City          | Championship          | 46          | 5           | -               | -               | -                 | -                 | -                              | -                              | -                              | -                      | -                      | -         | -         | 46    | 5     |
| 2010-2011             | Swansea City          | Championship          | 46          | 3           | 2               | 0               | 2                 | 0                 | -                              | -                              | -                              | -                      | -                      | 3         | 0         | 53    | 3     |
| 2011-2012             | Swansea City          | Premier League        | 37          | 1           | 2               | 0               | 1                 | 0                 | -                              | -                              | -                              | -                      | -                      | -         | -         | 40    | 1     |
| 2012-2013             | Swansea City          | Premier League        | 37          | 0           | -               | -               | 4                 | 0                 | -                              | -                              | -                              | -                      | -                      | -         | -         | 41    | 0     |
| 2013-2014             | Swansea City          | Premier League        | 34          | 1           | 2               | 0               | -                 | -                 | C3                             | 7                              | 0                              | -                      | -                      | -         | -         | 43    | 1     |
| 2014-2015             | Swansea City          | Premier League        | 37          | 0           | -               | -               | 2                 | 0                 | -                              | -                              | -                              | -                      | -                      | -         | -         | 39    | 0     |
| 2015-2016             | Swansea City          | Premier League        | 36          | 2           | -               | -               | -                 | -                 | -                              | -                              | -                              | -                      | -                      | -         | -         | 36    | 2     |
| Sous-total            | Sous-total            | Sous-total            | 322         | 14          | 10              | 0               | 10                | 0                 | -                              | 7                              | 0                              | -                      | -                      | 3         | 0         | 352   | 14    |
| 2016-2017             | Everton FC            | Premier League        | 36          | 1           | 1               | 0               | 2                 | 0                 | -                              | -                              | -                              | -                      | -                      | -         | -         | 39    | 1     |
| 2017-2018             | Everton FC            | Premier League        | 24          | 1           | -               | -               | 2                 | 0                 | C3                             | 8                              | 1                              | -                      | -                      | -         | -         | 34    | 2     |
| Sous-total            | Sous-total            | Sous-total            | 60          | 2           | 1               | 0               | 4                 | 0                 | -                              | 8                              | 1                              | -                      | -                      | -         | -         | 73    | 3     |
| 2018-2019             | Stoke City FC (prêt)  | Championship          | 33          | 1           | 2               | 0               | 2                 | 0                 | -                              | -                              | -                              | -                      | -                      | -         | -         | 37    | 1     |
| Sous-total            | Sous-total            | Sous-total            | 33          | 1           | 2               | 0               | 2                 | 0                 | -                              | -                              | -                              | -                      | -                      | -         | -         | 37    | 1     |
| 2019-2020             | Bristol City FC       | Championship          | 32          | 2           | 1               | 0               | -                 | -                 | -                              | -                              | -                              | -                      | -                      | -         | -         | 33    | 2     |
| Sous-total            | Sous-total            | Sous-total            | 32          | 2           | 1               | 0               | -                 | -                 | -                              | -                              | -                              | -                      | -                      | -         | -         | 33    | 2     |
| Total sur la carrière | Total sur la carrière | Total sur la carrière | 609         | 22          | 20              | 1               | 21                | 0                 | -                              | 15                             | 1                              | 3                      | 0                      | 3         | 0         | 671   | 24    |

### Statistiques en sélection
| Pays de Galles | Pays de Galles | Pays de Galles | Pays de Galles |
| Année          | Matchs         | Buts           |                |
| -------------- | -------------- | -------------- | -------------- |
| 2008           | 9              | 0              |                |
| 2009           | 9              | 0              |                |
| 2010           | 6              | 1              |                |
| 2011           | 7              | 0              |                |
| 2012           | 7              | 0              |                |
| 2013           | 6              | 0              |                |
| 2014           | 5              | 0              |                |
| 2015           | 7              | 0              |                |
| 2016           | 13             | 1              |                |
| 2017           | 7              | 0              |                |
| 2018           | 7              | 0              |                |
| 2019           | 3              | 0              |                |
| Total          | 86             | 2              |                |

Dernière mise à jour le 11 juin 2019

### Buts internationaux
| Buts d'Ashley Williams en sélection | Buts d'Ashley Williams en sélection | Buts d'Ashley Williams en sélection | Buts d'Ashley Williams en sélection | Buts d'Ashley Williams en sélection | Buts d'Ashley Williams en sélection | Buts d'Ashley Williams en sélection |
| ----------------------------------- | ----------------------------------- | ----------------------------------- | ----------------------------------- | ----------------------------------- | ----------------------------------- | ----------------------------------- |
|                                     | Date                                | Lieu                                | Adversaire                          | Score                               | Résultats                           | Compétitions                        |
| 1                                   | 11 août 2010                        | Parc y Scarlets (Pays de Galles)    | Luxembourg                          | 4-1                                 | 5-1                                 | Match amical                        |
| 2                                   | 1er juillet 2016                    | Stade Pierre-Mauroy (France)        | Belgique                            | 1-1                                 | 3-1                                 | Euro 2016                           |

## Palmarès

### En club
- Swansea City
  - Vainqueur de la Coupe de la Ligue anglaise en 2013.

### Distinction personnelle
- Nommé dans l'équipe-type de D2 anglaise en 2011[4].